# Maastrichtidelphys
Maastrichtidelphys es un género extinto de mamífero metaterio del Maastrichtiano de los Países Bajos. La especie tipo es M. meurismeti. Se conoce a partir de un molar superior derecho extremadamente pequeño, y su análisis sugiere que está más estrechamente relacionado con el herpetotérido norteamericano Nortedelphys, del Lanciano.
Maastrichtidelphys pertenece a un grupo de mamíferos con origen en América del Norte, la familia Herpetotheriidae. La presencia de Maastrichtidelphys en la Europa del Cretácico superior muestra que había una ruta de dispersión de metaterios en el Atlántico norte de alta latitud entre América del Norte y Europa, lo que sugiere que se extendieron por Europa al menos 10 millones de años antes de lo que se pensaba.